# Григор Велев
Григор Петров Велев е български учен и общественик, кандидат за президент на изборите през 2006 г.. По професия лекар патолог.

## Биография
Григор Петров Велев е роден на 22 януари 1935 г. в гр. Хасково. Основно и средно образование завършва в родния си град. През 1958 г. се дипломира във Висшия медицински институт – Пловдив и постъпва на работа в Първостепенната окръжна болница в Хасково като ординатор–патолог. През 1960 г. взима специалност по патология и е назначен за завеждащ Патолого-анатомичното отделение. След конкурс през 1966 г. започва работа като асистент в Катедрата по патология в ИСУЛ, София.
Проф. д-р Григор Велев е женен, има две деца и трима внуци.
Умира на 4 октомври 2020 г. на 85-годишна възраст.

## Професионална кариера
- През 1973 г. защитава дисертация на тема „Имунна стимулация на чернодробната регенерация“ и получава научното звание кандидат на медицинските науки (сега: доктор по медицина).
- През 1984 г. е хабилитиран за доцент по патология.
- От 1984 г. е ръководител на катедрата по Обща и клинична патология при ВМИ, Стара Загора.
- През 1985 г. защитава дисертация „Биопсична диагностика на хроничния хепатит“ за получаване на научното звание доктор на медицинските науки. През същата година е хабилитиран за професор.
- През 1989 г. е избран за ректор на Висшия медицински институт – Стара Загора.

Специализира в Москва и Париж по имунопатологията на черния дроб. Научното му творчество включва 137 публикации в областта на стомашно-чревната, чернодробната, онко- и имунопатологията, сред които и пет монографии. Под редакцията му са написани „Ръководство за лекари патолози по Обща и клинична патология“ и четири учебника за студенти по „Обща патология“ и „Клинична патология“. Съавтор е на четири „Ръководства за практически упражнения по патология“.

## Обществена дейност
След 1989 г. проф. д-р Григор Велев се занимава активно и с политическа публицистика от позициите на модерния градивен национализъм. Публикувал е повече от 160 статии, анализи и коментари, посветени на актуални политически събития в България и чужбина. Участвал е в десетки предавания на различни телевизии, посветени на политическите проблеми в България.
През 1995 г. оглавява екип от видни български учени при БАН за създаване на „Българска национална доктрина“. През 1997 г. доктрината е представена на президента Петър Стоянов. През 1998 г. Доктрината е внесена от представители на СДС, ВМРО-БНД, ДП, БЗНС-НС в парламента за обсъждане.
През 1997 г. проф. д-р Григор Велев е избран за председател на създадения по негова инициатива „Научен център за българска национална стратегия“, в който се разработват проекти и програми, посветени на различни проблеми, отнасящи се за успешното развитие на България. В него работят около 70 учени.

## Политическа дейност
От 1995 г. е председател на „Движението за приятелство и сътрудничество между Р България и Република Македония“. Той и неговият син д-р Петър Велев откриват в гр. Скопие, Р. Македония, през 2003 – 2005 г. „Българска книжарница“ с 10 000 тома книги, която се превръща в културен център на българите от Вардарска Македония.
От 2004 г. е председател на Комитета за защита на Западните покрайнини, който подготвя и публикува „Меморандум относно промяната на статута на Западните покрайнини“ и организира парламентарно питане до Министерството на външните работи за отношението на Р. България по този национален проблем.
Основател и председател е на Сдружението на националния елит „Строители на нова България“. По негова инициатива е създадена и регистрирана средношколската Спортно-творческа организация „Български юнак“, която обединява българската младеж и работи за нейното патриотично и родолюбиво възпитание.
Проф. д-р Григор Велев е автор на монографията „Национализмът“, в която разглежда въпросите: съвременните теории за същността и общественото значение на национализма; мястото на модерния национализъм в политическия живот на нациите и националните държави; историята на българите през погледа на националиста; защо е необходима на България национална доктрина; България като член на ЕС; национализма на балканските страни и др.
През 2006 г. публикува и книгата „Българският национализъм и неговото бъдеще“. Основател и дълго време е редактор на в. „За българската нация“.
Проф. д-р Григор Велев е съучредител (3 март 2006 г., София) на партията Обединение на българските националисти „Целокупна България“, (ОБН „Целокупна България“). Тази партия се представя за „изградена върху принципите на Модерния градивен национализъм и идеологията на Българската национална доктрина“.

### Участие в президентските избори 2006
На учредителното събрание на ОБН „Целокупна България“ проф. Григор Велев е избран за председател на Националния изпълнителен съвет. На 22 юли 2006 г. Националният политически съвет на ОБН „Целокупна България“ единодушно издига кандидатурата на проф. д-р Григор Петров Велев за президент на Р. България в двойка с о.р. арм. ген. Йордан Мутафчиев.
Главният лозунг в предизборната му кампания е: „НЕ на фикусите в политиката! В Европа с нов морал!“  „Фикусът е стайно растение, безполезно и старомодно, нито красиво – нито грозно, то заема от жизненото ни пространство, но го държат, за да прави добро впечатление.“ Този лозунг е насочен срещу нерешителността и бягането от отговорност, които (според проф. Григор Велев) проявява Георги Първанов при изпълнение на президентските си задължения.
За двойката гласуват 0,7% от избирателите.
| Резултати от президентските избори в България на 22/29 октомври 2006 година | Резултати от президентските избори в България на 22/29 октомври 2006 година | Резултати от президентските избори в България на 22/29 октомври 2006 година | Резултати от президентските избори в България на 22/29 октомври 2006 година | Резултати от президентските избори в България на 22/29 октомври 2006 година | Резултати от президентските избори в България на 22/29 октомври 2006 година | Резултати от президентските избори в България на 22/29 октомври 2006 година |
| --- | --------------------------------------------------------------------------- | --------------------------------------------------------------------------- | --------------------------------------------------------------------------- | --------------------------------------------------------------------------- | --------------------------------------------------------------------------- | --------------------------------------------------------------------------- |
| \| Кандидат-президент \| Кандидат-вицепрезидент \| Издигнати от: \| Гласове на I тур \| Процент гласове на I тур \| Гласове на II тур \| Процент гласове на II тур \| \| ------------------------------------ \| ---------------------- \| ------------------------------ \| ---------------- \| ------------------------ \| ----------------- \| ------------------------- \| \| Неделчо Беронов \| Юлиана Николова \| Инициативен комитет \| 271 078 \| 9,753% \| \| \| \| Любен Петров \| Нели Топалова \| Инициативен комитет \| 13 854 \| 0,498% \| \| \| \| Георги Първанов \| Ангел Марин \| Инициативен комитет \| 1 780 119 \| 64,047% \| 2 050 488 \| 75,948% \| \| Григор Велев \| Йордан Мутафчиев \| Целокупна България \| 19 857 \| 0,714% \| \| \| \| Петър Берон \| Стела Банкова \| Инициативен комитет \| 21 812 \| 0,785% \| \| \| \| Волен Сидеров \| Павел Шопов \| ПП „Атака“ \| 597 175 \| 21,486% \| 649 387 \| 24,052% \| \| Георги Марков \| Мария Иванова \| Ред, законност и справедливост \| 75 478 \| 2,716% \| \| \| \| Общо: \| Общо: \| Общо: \| 2 779 373 \| 2 779 373 \| 2 699 875 \| 2 699 875 \| \| Десница и център Крайно дясно Левица \| \| \| \| \| \| \| |                                                                             |                                                                             |                                                                             |                                                                             |                                                                             |                                                                             |
| Кандидат-президент | Кандидат-вицепрезидент                                                      | Издигнати от:                                                               | Гласове на I тур                                                            | Процент гласове на I тур                                                    | Гласове на II тур                                                           | Процент гласове на II тур                                                   |
| Неделчо Беронов | Юлиана Николова                                                             | Инициативен комитет                                                         | 271 078                                                                     | 9,753%                                                                      |                                                                             |                                                                             |
| Любен Петров | Нели Топалова                                                               | Инициативен комитет                                                         | 13 854                                                                      | 0,498%                                                                      |                                                                             |                                                                             |
| Георги Първанов | Ангел Марин                                                                 | Инициативен комитет                                                         | 1 780 119                                                                   | 64,047%                                                                     | 2 050 488                                                                   | 75,948%                                                                     |
| Григор Велев | Йордан Мутафчиев                                                            | Целокупна България                                                          | 19 857                                                                      | 0,714%                                                                      |                                                                             |                                                                             |
| Петър Берон | Стела Банкова                                                               | Инициативен комитет                                                         | 21 812                                                                      | 0,785%                                                                      |                                                                             |                                                                             |
| Волен Сидеров | Павел Шопов                                                                 | ПП „Атака“                                                                  | 597 175                                                                     | 21,486%                                                                     | 649 387                                                                     | 24,052%                                                                     |
| Георги Марков | Мария Иванова                                                               | Ред, законност и справедливост                                              | 75 478                                                                      | 2,716%                                                                      |                                                                             |                                                                             |
| Общо: | Общо:                                                                       | Общо:                                                                       | 2 779 373                                                                   | 2 779 373                                                                   | 2 699 875                                                                   | 2 699 875                                                                   |
| Десница и център Крайно дясно Левица |                                                                             |                                                                             |                                                                             |                                                                             |                                                                             |                                                                             |